# 封氏雙邊魚
封氏雙邊魚為輻鰭魚綱鱸形目鱸亞目雙邊魚科的其中一個種，分布於非洲馬達加斯加東部的淡水及半鹹水水域，體長可達6公分，可做為觀賞魚。